# مجموعه راسته بازار کهنه و نو

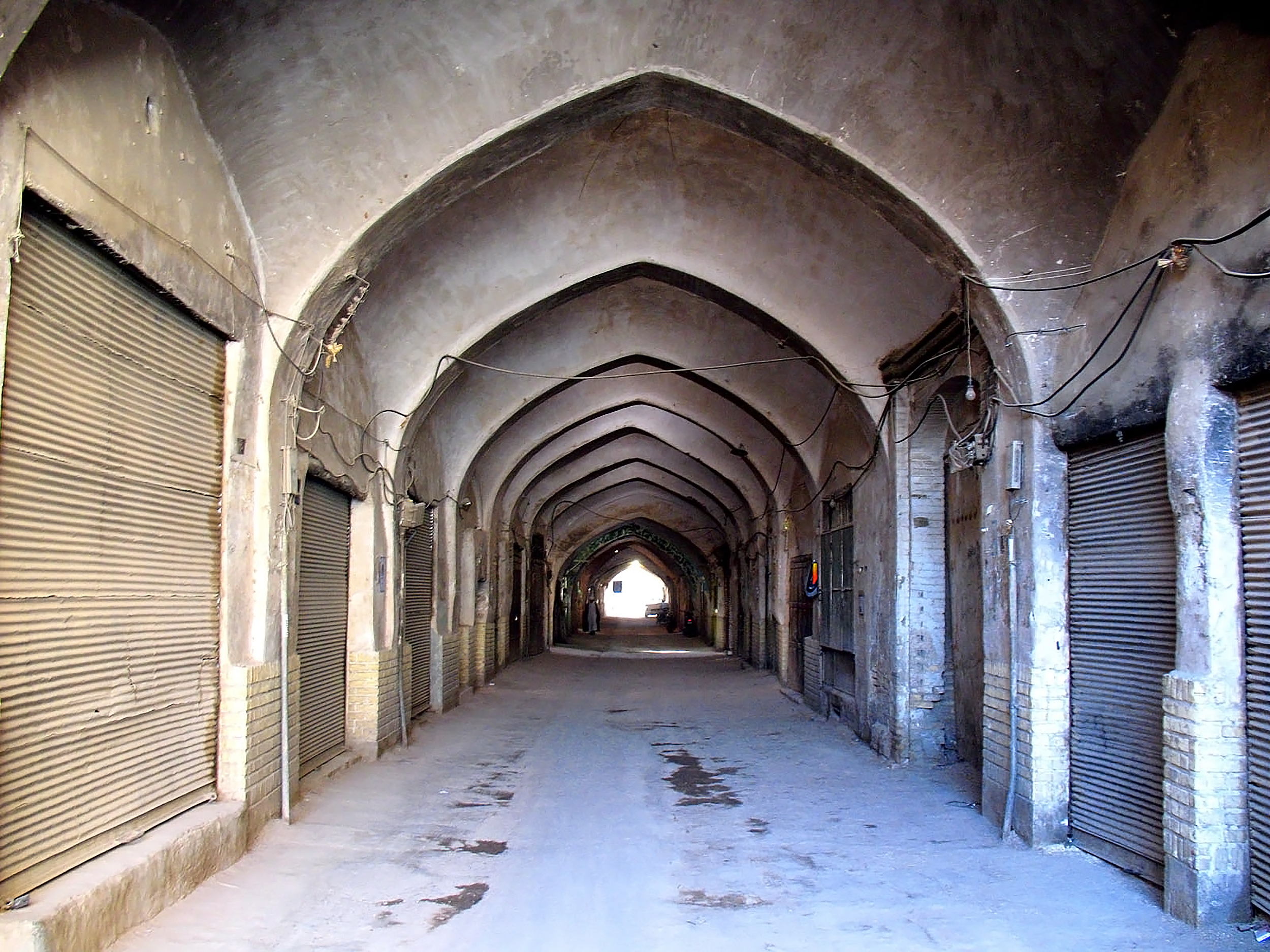

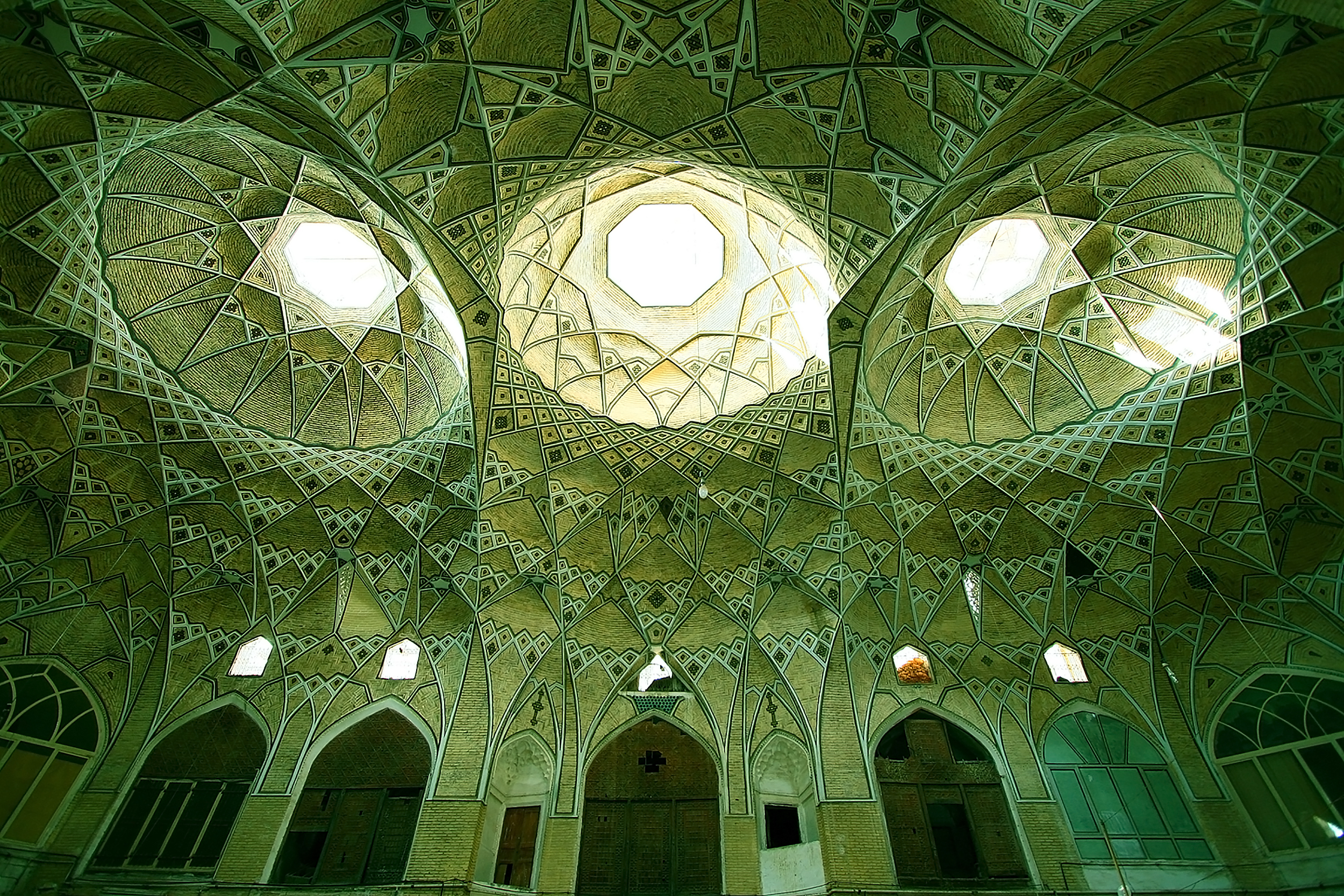
تیمچه فرش قم

مجموعه راسته بازار کهنه و نو مربوط به دوره صفوی - دوره قاجار است و در قم، بافت قدیمی شهر، جوار محله عربستان و در قلب منطقه ی تاریخی خیابان آذر واقع شده و این اثر در تاریخ ۱۶ آذر ۱۳۷۶ با شمارهٔ ثبت ۱۹۳۷ به‌عنوان یکی از آثار ملی ایران به ثبت رسیده است.